# Sorkomysz brazylijska
Sorkomysz brazylijska (Blarinomys breviceps) – gatunek ssaka z podrodziny bawełniaków (Sigmodontinae) w obrębie rodziny chomikowatych (Cricetidae).

## Zasięg występowania
Sorkomysz brazylijska występuje we wschodniej i południowo-wschodniej Brazylii oraz północno-wschodniej Argentynie (Misiones).

## Taksonomia
Gatunek po raz pierwszy zgodnie z zasadami nazewnictwa binominalnego opisał w 1887 roku duński zoolog Herluf Winge nadając mu nazwę Oxymycterus breviceps. Holotyp pochodził z plejstoceńskich osadów jaskiniowych (Lapa do Capáo Seco) w pobliżu Lagoa Santa, w stanie Minas Gerais, w Brazylii. Jedyny przedstawiciel rodzaju sorkomysz (Blarinomys) który opisał w 1896 roku brytyjski zoolog Oldfield Thomas.
Holotyp był skamieliną odnalezioną w zespole jaskiniowym z nieokreślonego wieku w czwartorzędzie. W ostatnich populacjach występują istotne różnice morfologiczne, chromosomalne (w tym do ośmiu odrębnych kariomorfi) oraz sekwencje mtDNA cytochromu b (z rozbieżnościami wewnątrzgatunkowymi wynoszącymi około 8%). Na podstawie analiz genów kodujących cytochrom b stwierdzono, że monotypowy rodzaj sorkomysz (Blarinomys) jest grupą siostrzaną względem rodzaju Brucepattersonius lub kladu łączącego ten rodzaj z rodzajem Lenoxus. Autorzy Illustrated Checklist of the Mammals of the World uznają ten takson za gatunek monotypowy.

### Etymologia
- Blarinomys: rodzaj Blarina J.E. Gray, 1838 (blarina); gr. μυς mus, μυος muos „mysz”[9].
- breviceps: łac. brevis „krótki”[10]; -ceps „-głowy”, od caput, capitis „głowa”[11].

## Morfologia
Długość ciała (bez ogona) 91–121 mm, długość ogona 30–59 mm, długość ucha 7–10 mm, długość tylnej stopy 16–21 mm; masa ciała 12,5–49 g. 

## Ekologia
Występuje w wilgotnym lesie atlantyckim. Jest głównie owadożerny, przeczesuje glebę w poszukiwaniu bezkręgowców. Ubogi materiał obserwacyjny wskazuje, że najpewniej rozmnaża się od września do stycznia, wydając na świat 1–2 młode w miocie.

## Status zagrożenia i ochrona
Jest zagrożona niszczeniem i fragmentacją sprzyjającego jej środowiska. Prawdopodobnie wyginęła w miejscu typowym ze względu na zastąpienie lasu atlantyckiego suchszą formacją – Cerrado. Ma dość duży zasięg występowania, choć jest niezbyt liczna – w każdej lokalizacji schwytanych zostało zaledwie kilka osobników. Ocenia się, że jej populacja maleje, ale wciąż jest uznawana za gatunek najmniejszej troski (least concern – LC).